# Amedeo Ambron
Amedeo Ambron (Benevento, 23 januari 1939) is een Italiaans voormalig waterpolospeler.
Ambron won samen met zijn ploeggenoten de gouden medaille tijdens de Olympische Zomerspelen 1960 in eigen land. Ambron kwam alleen in de eerste ronde wedstrijd tegen Japan in actie in deze wedstrijd maakte hij één doelpunt in met 8-1 gewonnen wedstrijd.
Amedeo Ambron · 
Danio Bardi · 
Giuseppe D'Altrui · 
Salvatore Gionta · 
Giancarlo Guerrini · 
Franco Lavoratori · 
Gianni Lonzi · 
Luigi Mannelli · 
Eraldo Pizzo · 
Rosario Parmegiani · 
Dante Rossi · 
Brunello Spinelli